# Transporter (serial telewizyjny)
Transporter (ang. Transporter: The Series) – amerykańsko-francusko-kanadyjsko-niemiecki serial sensacyjny z 2012 roku, którego pomysłodawcą jest Luc Besson opartego na popularnej serii filmów Transporter. Premiera serialu odbyła się w:
- Kanadzie – 11 stycznia 2013
- Polsce – 21 stycznia 2013 (Canal+), 3 września 2013 (TVP1), 29 września 2015 (Filmbox – seria I i II), 9 listopada 2016 (Nowa TV)
- Niemczech – 11 października 2012
- Francji – 6 grudnia 2012

## Fabuła
Tytułowy Transporter to Frank Martin, były agent służb specjalnych, który dziś zarabia na życie jako kurier. Frank ma trzy zasady: nigdy nie zmienia warunków umowy, nie zagląda do przesyłek, nie chce znać żadnych nazwisk. Ci, którzy mają coś do przetransportowania i chcą to zrobić sprawnie i bez zbędnych pytań, zgłaszają się do Martina.
Jako wytrawny kierowca, mistrz sztuk walki i specjalista od survivalu, Frank nie narzeka na brak zleceń, a zwłaszcza na nudę. Ufa jedynie ludziom z najbliższego otoczenia: swojej partnerce, specjalistce od komputerów Carli, mechanikowi Dieterowi i zaprzyjaźnionemu inspektorowi policji Tarconiemu. To ścisłe grono powiększa się za sprawą Dalii, córki zamordowanego przyjaciela Franka oraz Juliette Dubois, pięknej, tajemniczej kobiety, dziennikarki zafascynowanej Transporterem.
W pierwszym odcinku drugiego sezonu ginie jego mechanik Dieter, a rolę asystentki Transportera przejmuje Caterina Bouldieu, która z kolei ginie w ostatnim odcinku tego sezonu. W późniejszych odcinkach drugiego sezonu Frank Martin współpracuje także z hakerem Joules'em.

## Obsada
- Chris Vance – Frank Martin
- Andrea Osvárt – Carla Valeri
- François Berléand – Inspector Tarconi
- Delphine Chanéac – Juliette Dubois
- Charly Hübner – Dieter Hausmann
- Violante Placido – Caterina „Cat” Boldieu
- Mark Rendall – Jules Faroux
- Dhaffer L’Abidine – Olivier Dassin
- Elyse Levesque – Zara Knight

## Wersja polska

### KanałCanal+
- Opracowanie wersji polskiej: Canal+
  - Tekst: Dariusz Rogalski
  - Czytał: Jarosław Łukomski

### KanałTVP1orazTVP HD
- Opracowanie wersji polskiej: Telewizja Polska - Agencja Filmowa
  - Tekst: nieznany
  - Czytał: Stanisław Olejniczak

### KanałFilmbox Premium
- Opracowanie wersji polskiej: b.d.
  - Tekst: b.d.
  - Czytał: Janusz Kozioł